# Johann von Meran
Johann von Meran (* 26. Jänner 1867 in Graz; † 13. April 1947 ebenda; eigentlich Johann Baptist Stefan Franz Josef Policarp Meran; bis 1919 als Graf von Meran) war ein Jurist, erbliches Mitglied im Großen Herrenhaus des österreichischen Reichsrats, sowie Präsident des steiermärkischen Jagdschutzvereins.

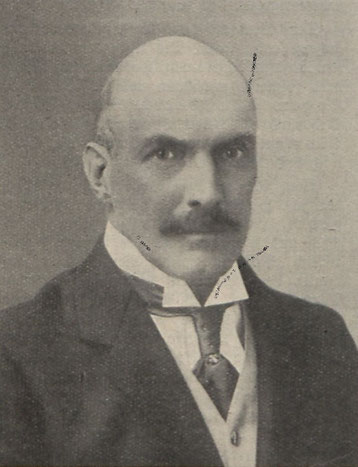
Johann von Meran

## Leben
Johann Stefan war der älteste Sohn des Grafen Franz von Meran und der Theresia Gräfin von Lamberg (1836–1913). Er wurde im Palais Meran geboren, das sein gleichnamiger Großvater Erzherzog Johann errichten hatte lassen. Er absolvierte ein Studium der Rechtswissenschaften an der Universität Graz und wurde 1890 zum Dr. iur promoviert.
Nach dem Tod seines Vaters 1891 übernahm er dessen erbliches Mandat im Herrenhaus des österreichischen Reichsrats. Dort gehörte er der zentrumsnahen und liberalkonservativen Mittelpartei an. Meran war unter anderem stellvertretender Obmann von Ausschüssen und sprach regelmäßig zu Themen wie Landwirtschaft, Jagdwesen und ländliche Infrastruktur. Ab 1901 war er stellvertretender Obmann der Mittelpartei, ab 1907 deren Obmann.
Zudem war er ab 1891 Besitzer des Fideikomisses (erbliche, unteilbare Familiengüter) der Familie Meran. Dazu gehören u. a. das Schloss Schenna (heute in Südirol), das Gut Stainz und das Mustergut Brandhof, die sich noch heute in Familienbesitz befinden.
Von 1892 bis 1937 war er Präsident des Steiermärkischen Jagdschutzvereins und später Landesjägermeister der Steiermark.
Im Jahr 1907 wurde er von Kaiser Franz Joseph I. zum Ritter des Orden vom Goldenen Vlies ernannt.

## Nachkommen
Am 4. Februar 1891 heiratete er im Grazer Dom seine Cousine Gräfin Ladislaja von Lamberg (1870–1952). Das Paar bekam 4 Söhne und 5 Töchter:
- Franz Meran (1891–1983) ⚭ 1923 Wilhelmine von Auersperg (1894–1986)
- Maria Theresia Meran (1893–1981) ⚭ 1912 Karl Kunata Kottulinsky von Kottulin und Dobrzenicz (1877–1939)
- Philipp Meran (1894–1950) ⚭ 1921 Marie-Anna von und zu Eltz (1900–1994)
- Johann Meran (1896–1970) ⚭ 1919  Ilona Almásy (1894–1966)
- Maria-Anna Meran (1897–1983) ⚭ 1919 Friedrich Mayr von Melnhof (1892–1959)
- Ladislaja Meran (1899–1997) ⚭ 1928 Eberhard de la Fontaine und d'Harnoncourt-Unverzagt (1896–1970)
- Eleonore Meran (1901–1987)
- Marie Valerie Meran (1902–1990) ⚭ 1921 Johann Anton von Goëss (1892–1970)
- Karl Meran (1907–1969) ⚭ 1955 Hermenegilde Frutschnigg (1908–2003)

Johann Stephan von Meran war der Großvater des Dirigenten Nikolaus Harnoncourt, des Theologen Philipp Harnoncourt, des Arztes Karl Harnoncourt und des Juristen Franz Harnoncourt, der Fotografin Marianne Sayn-Wittgenstein-Sayn, sowie des Politikers Friedrich Mayr-Melnhof.

## Vorfahren
| Ahnentafel von Johann von Meran | Ahnentafel von Johann von Meran                                                      | Ahnentafel von Johann von Meran                                                      | Ahnentafel von Johann von Meran                                                       | Ahnentafel von Johann von Meran                                                       | Ahnentafel von Johann von Meran                                                                          | Ahnentafel von Johann von Meran                                                                          | Ahnentafel von Johann von Meran | Ahnentafel von Johann von Meran                                                                                               |
| ------------------------------- | ------------------------------------------------------------------------------------ | ------------------------------------------------------------------------------------ | ------------------------------------------------------------------------------------- | ------------------------------------------------------------------------------------- | --- | --- | --- | --- |
| Ururgroßeltern                  | Kaiser Franz I. Stephan (1708–1765) ⚭ 1736 Maria Theresia (1717–1780)                | König Karl III. (1716–1788) ⚭ 1738 Maria Amalia von Sachsen (1724–1760)              | Jakob Plochl ⚭ Maria Plochl (geb. Lubsch)                                             | Johann Pilz (1744–1792) ⚭ 1776 Ehrentrud Pilz (geb. Fürst) (1751–1806)                | Franz Joseph von Lamberg (1708–1791) ⚭ 1745 Maria Theresia von Lamberg (geb. Hoyos) (1722–1750)          | György Luzsénsky ⚭ Erzsébet Luzsénsky (geb. Berényi) (1722–1750)                                         | Johann Philipp Joseph Hoyos-Sprinzenstein (1747–1803) ⚭ 1772 Maria Christina Hoyos-Sprinzenstein (geb. von Clary und Aldringen) (1755–1821) | Ludwig von Schlabrendorf (1743–1803) ⚭ 1773 Theresia von Schlabrendorf (geb. von Nimptsch) (1749–1830)                        |
| Urgroßeltern                    | Kaiser Leopold II. (1747–1792) ⚭ 1765 Maria Ludovica von Spanien (1745–1792)         | Kaiser Leopold II. (1747–1792) ⚭ 1765 Maria Ludovica von Spanien (1745–1792)         | Postmeister Jakob Plochl (1774–1828) ⚭ 1802 Maria Anna Plochl (geb. Pilz) (1782–1821) | Postmeister Jakob Plochl (1774–1828) ⚭ 1802 Maria Anna Plochl (geb. Pilz) (1782–1821) | Philipp Joseph von Lamberg (1748–1807) ⚭ 1790 Maria Barbara von Lamberg (geb. Luzsénsky) (1771–1843)     | Philipp Joseph von Lamberg (1748–1807) ⚭ 1790 Maria Barbara von Lamberg (geb. Luzsénsky) (1771–1843)     | Johann Ernst Hoyos-Sprinzenstein (1779–1849) ⚭ 1799 Maria Teresa von Hoyos-Sprinzenstein (geb. von Schlabrendorf) (1781–1822)               | Johann Ernst Hoyos-Sprinzenstein (1779–1849) ⚭ 1799 Maria Teresa von Hoyos-Sprinzenstein (geb. von Schlabrendorf) (1781–1822) |
| Großeltern                      | Johann von Österreich (1782–1859) ⚭ 1829 (Morganatische Ehe) Anna Plochl (1804–1885) | Johann von Österreich (1782–1859) ⚭ 1829 (Morganatische Ehe) Anna Plochl (1804–1885) | Johann von Österreich (1782–1859) ⚭ 1829 (Morganatische Ehe) Anna Plochl (1804–1885)  | Johann von Österreich (1782–1859) ⚭ 1829 (Morganatische Ehe) Anna Plochl (1804–1885)  | Franz Philipp von Lamberg (1791–1848) ⚭ 1828 Caroline von Lamberg (geb. Hoyos-Stichsenstein) (1811–1875) | Franz Philipp von Lamberg (1791–1848) ⚭ 1828 Caroline von Lamberg (geb. Hoyos-Stichsenstein) (1811–1875) | Franz Philipp von Lamberg (1791–1848) ⚭ 1828 Caroline von Lamberg (geb. Hoyos-Stichsenstein) (1811–1875)                                    | Franz Philipp von Lamberg (1791–1848) ⚭ 1828 Caroline von Lamberg (geb. Hoyos-Stichsenstein) (1811–1875)                      |
| Eltern                          | Franz von Meran (1839–1891) ⚭ 1862 Theresia von Lamberg (1836–1913)                  | Franz von Meran (1839–1891) ⚭ 1862 Theresia von Lamberg (1836–1913)                  | Franz von Meran (1839–1891) ⚭ 1862 Theresia von Lamberg (1836–1913)                   | Franz von Meran (1839–1891) ⚭ 1862 Theresia von Lamberg (1836–1913)                   | Franz von Meran (1839–1891) ⚭ 1862 Theresia von Lamberg (1836–1913)                                      | Franz von Meran (1839–1891) ⚭ 1862 Theresia von Lamberg (1836–1913)                                      | Franz von Meran (1839–1891) ⚭ 1862 Theresia von Lamberg (1836–1913)                                                                         | Franz von Meran (1839–1891) ⚭ 1862 Theresia von Lamberg (1836–1913)                                                           |
| Johann von Meran (1867–1947)    |                                                                                      |                                                                                      |                                                                                       |                                                                                       | | | | |